# Liechtenstein na Igrzyskach Europejskich 2015
Liechtenstein na Igrzyskach Europejskich 2015 w Baku – grupa sportowców reprezentujących Liechtenstein na Igrzyskach Europejskich 2015 w Baku. Kraj reprezentowało 10 sportowców biorących udział w 4 dyscyplinach.

## Skład reprezentacji
| Dyscyplina    | Mężczyźni | Kobiety | Łącznie |
| ------------- | --------- | ------- | ------- |
| Lekkoatletyka | 2         | 2       | 4       |
| Łucznictwo    | 1         | 0       | 1       |
| Judo          | 1         | 1       | 2       |
| Pływanie      | 1         | 2       | 3       |
| Łącznie       | 5         | 5       | 10      |

## Wyniki

### Łucznictwo
| Zawodnik        | Konkurencja             | Runda wstępna | Runda wstępna | Runda 1          | Runda 1 | Runda 2    | Runda 2 | 1/8 funału | 1/8 funału | Ćwierćfinał | Ćwierćfinał | Półfinał   | Półfinał | Finał      | Finał | Poz.  |
| Zawodnik        | Konkurencja             | Wynik         | Poz.          | Przeciwnik       | Wynik   | Przeciwnik | Wynik   | Przeciwnik | Wynik      | Przeciwnik  | Wynik       | Przeciwnik | Wynik    | Przeciwnik | Wynik | Poz.  |
| --------------- | ----------------------- | ------------- | ------------- | ---------------- | ------- | ---------- | ------- | ---------- | ---------- | ----------- | ----------- | ---------- | -------- | ---------- | ----- | ----- |
| Mężczyźni       |                         |               |               |                  |         |            |         |            |            |             |             |            |          |            |       |       |
| Marvin Grischke | Mężczyźni indywidualnie | 630           | 60            | Florian Kahllund | 0 : 6   | –          | –       | –          | –          | –           | –           | –          | –        | –          | –     | 33−64 |

### Judo
| Zawodnik          | Kategoria | Runda 1        | Runda 1 | Runda 2    | Runda 2 | 1/8 finału | 1/8 finału | Ćwierćfinał | Ćwierćfinał | Repasaż Półfinał | Repasaż Półfinał | Półfinał   | Półfinał | Repasaż Finał | Repasaż Finał | Finał Walka o brąz | Finał Walka o brąz | Poz. |
| Zawodnik          | Kategoria | Przeciwnik     | Wynik   | Przeciwnik | Wynik   | Przeciwnik | Wynik      | Przeciwnik  | Wynik       | Przeciwnik       | Wynik            | Przeciwnik | Wynik    | Przeciwnik    | Wynik         | Przeciwnik         | Wynik              | Poz. |
| ----------------- | --------- | -------------- | ------- | ---------- | ------- | ---------- | ---------- | ----------- | ----------- | ---------------- | ---------------- | ---------- | -------- | ------------- | ------------- | ------------------ | ------------------ | ---- |
| Kobiety           |           |                |         |            |         |            |            |             |             |                  |                  |            |          |               |               |                    |                    |      |
| Judith Biedermann | do 52 kg  | Laura Gómez    | 000-100 | –          | –       | –          | –          | –           | –           | –                | –                | –          | –        | –             | –             | –                  | –                  |      |
| Mężczyźni         |           |                |         |            |         |            |            |             |             |                  |                  |            |          |               |               |                    |                    |      |
| David Buechel     | do 100 kg | Peter Paltchik | 002-112 | –          | –       | –          | –          | –           | –           | –                | –                | –          | –        | –             | –             | –                  | –                  |      |

### Lekkoatletyka
Źródło:
| Kobiety           |                |                 |                 |                 |
| Olivia Bissegger  | 800 m          | 2:30,64         | 14              | –               |
| Olivia Bissegger  | 1500 m         | 5:05,26         | 14              | 1               |
| Laura Rheinberger | Rzut dyskiem   | 35,89 m         | 8               | 7               |
| Laura Rheinberger | Rzut oszczepem | 33,13 m         | 11              | 4               |
| Mężczyźni         |                |                 |                 |                 |
| Fabian Haldner    | 200 m          | 23,49           | 13              | 2               |
| Fabian Haldner    | 400 m          | 51,71           | 13              | 2               |
| Simon Hasler      | Pchnięcie kulą | nie wystartował | nie wystartował | nie wystartował |

### Sporty wodne

#### Pływanie
| Zawodnik   | Konkurencja             | Kwalifikacje | Kwalifikacje | Półfinał | Półfinał | Finał | Finał | Poz. |
| Zawodnik   | Konkurencja             | Czas         | Poz.         | Czas     | Poz.     | Czas  | Poz.  | Poz. |
| ---------- | ----------------------- | ------------ | ------------ | -------- | -------- | ----- | ----- | ---- |
| Mężczyźni  |                         |              |              |          |          |       |       |      |
| Tarik Hoch | 50 m stylem dowolnym    | 26,12        | 59           | –        | –        | –     | –     |      |
| Tarik Hoch | 50 m stylem klasycznym  | 29,86        | 42           | –        | –        | –     | –     |      |
| Tarik Hoch | 100 m stylem klasycznym | 1:04,56      | 50           | –        | –        | –     | –     |      |
| Tarik Hoch | 200 m stylem klasycznym | 2:20,24      | 39           | –        | –        | –     | –     |      |

#### Pływanie synchroniczne
| Kobiety                          |               |          |    |          |   |   |
| Lara Mechnig                     | Indywidualnie | 148,4515 | 10 | 150,3849 | 9 | 9 |
| Lara Mechnig Marluce Schierscher | Duety         | 142,3228 | 13 | –        | – | – |